# 星乃治彦
星乃 治彦（ほしの はるひこ、1955年 - ）は、日本の歴史学者。福岡大学人文学部歴史学科名誉教授。専門はドイツ近現代史、20世紀政治史、反ファシズム運動史、社会主義史、ジェンダー史。博士（文学）・博士（法学）。

## 経歴
1955年熊本県熊本市生まれ。1974年熊本県立熊本高等学校卒業、1978年九州大学文学部史学科卒業、1980年九州大学大学院文学研究科史学専攻（西洋史）修士課程修了、1988年同博士後期課程満期退学。
熊本女子大学文学部専任講師・助教授、（大学名称変更により）熊本県立大学文学部助教授・教授を経て、2003年より福岡大学人文学部教授。2008年同大学院学務委員長（～2014年）。2014年同大学人文学部長（～2018年）。2018年より副学長就任、2021年3月退職。2008年10月より福岡市男女共同参画審議会副会長を務める(～2019年）。2017年より日本学術会議史学委員会連携会員（現在に至る）。

## 著作

### 著書
- 『東ドイツの興亡』（青木書店, 1991年）
- 『社会主義国における民衆の歴史―1953年6月17日東ドイツの情景―』（法律文化社, 1994年）
- 『社会主義と民衆―社会主義の歴史的経験―』（大月書店, 1998年）
- 『欧州左翼の現在―欧州統合と「グローバル化」の中のポスト・コミュニズム―』（日本図書刊行会, 2002年）
- Macht und Buerger-Der17.Juni 1953. (Peter Lang Verlag, 2002)
- 『男たちの帝国―ヴィルヘルム2世からナチスへ―』（岩波書店, 2006年）
- 『ナチス前夜における「抵抗」の歴史』(MINERVA西洋史ライブラリー74)（ミネルヴァ書房, 2007年）
- 『赤いゲッベルス―ミュンツェンベルクとその時代―』（岩波書店, 2009年）
- 『台頭するドイツ左翼―共同と自己変革の力で―』（かもがわ出版，2014年）

### 共編著
- 『時代の中の社会主義』（石川捷治、木村朗、松井康浩、平井一臣、木永勝也との共編著）（法律文化社, 1992年）
- 『アウシュヴィッツと＜アウシュヴィッツの嘘＞』（T・バスティアン、石田勇治・芝野由和との共編著）(白水Uブックス1080)（白水社, 1995年）
- 『社会主義の世紀―「解放」の夢にツカれた人たち―』（熊野直樹との共編著）（法律文化社, 2004年）
- 『ジェンダーの西洋史〔改訂版〕』（井上洋子、古賀邦子、富永桂子、松田昌子との共編著）（法律文化社, 2006年）
- 『ヴァイマル共和国の光芒―ナチズムと近代の相克―』（田村栄子との共編著）（昭和堂, 2007年）
- 『ジェンダーの西洋史〔３訂版〕』（井上洋子、古賀邦子、富永桂子、松田昌子との共編著）（法律文化社，2012年）
- 『ドイツの歴史を知るための50章』（森井裕一編）（明石出版, 2016年）
- 『日常のなかの「フツー」を問いなおす　現代社会の差別・抑圧』（植上一希、伊藤亜希子編）（法律文化社, 2018年）
- 『岩波講座 世界歴史23巻　冷戦と脱植民地化Ⅱ 20世紀後半』（中野聡、木畑洋一責任編集）（岩波書店, 2023年）
- 『論点・ジェンダー史学』（山口みどり 、弓削尚子、後藤絵美、長志珠絵 、石川照子編著）（ミネルヴァ書房, 2023年）

### 訳書
- S・ミュラー『母と子のナチ強制収容所―回想ラーフェンスブリュック―』（青木書店, 1989年）
- H・ヴェーバー『ドイツ民主共和国史―「社会主義」ドイツの興亡―』（斎藤晢との共訳）（日本経済評論社, 1991年）
- W・ミュンツェンベルク『武器としての宣伝』(パルマケイア叢書3)（柏書房, 1995年）
- T・キューネ編『男の歴史―市民社会と＜男らしさ＞の神話―』(パルマケイア叢書8)（柏書房, 1997年）
- ジェフリー・ハーフ『ナチのプロパガンダとアラブ世界』（臼杵陽、熊野直樹、北村厚、今井宏昌との共訳）（岩波書店、2013年）

### 監修
- 『学生が語る戦争・ジェンダー・地域』（福岡大学人文学部歴史学科西洋史ゼミ著）（法律文化社, 2010年）
- 『地域が語る世界史』（福岡大学人文学部歴史学科西洋史ゼミ編著）（法律文化社，2013年）

### 論文（2019年以降）
- 「「ドイツ一辺倒」と伊藤博文の独墺憲法調査」『福岡大学人文論叢』50(4) 929-959, 2019
- 「「ドイツ史」における地域のポテンシャル」『図書』 (872) 18-22, 2021
- 「『改定律令』（1873 年）266 条「鶏姦規定」再考」『福岡大学人文論叢』55(3), 489-518, 2023
- 「明治末期における「男の絆」と軍隊: 巖谷小波とドイツの性科学者たち」『奈良女子大学アジア・ジェンダー文化学研究』第8号 21-31, 2024
- 「小津安二郎と笠智衆 : そのクィアな関係について」『福岡大学人文論叢』55(4),877-907, 2024
- 「ラブストーリーとしての小津映画『父ありき』（1942 年） : クィア批評の試み」『福岡大学人文論叢』56 (1), 97-126, 2024
- 「小津安二郎の戦争責任」『福岡大学人文論叢』56 (2), 525-555, 2024
- 「小津安二郎の戦争トラウマ」『福岡大学人文論叢』56 (3), 833-866, 2024

### 書評（2020年以降）
- 「書評 板橋拓己・妹尾哲志編著『歴史のなかのドイツ外交』:伝統への回帰? なぜ今「ドイツ外交」なのか」『九州歴史科学』(48) 46-53, 2020
- 「書評 北村陽子著『戦争障害者の社会史 : 20世紀ドイツの経験と福祉国家』」『西洋史学論集』(59) 50-54, 2022
- 「書評 髙田京比子・三保美保・長志珠絵編『〈母〉を問う: 母の比較文化史』神戸大学出版会、2021年『アジア・ジェンダー文化学研究』（6）53-59, 2022
- 「書評 原田昌博著『政治的暴力の共和国 : ワイマル時代における街頭・酒場とナチズム』」『史学雑誌』131 (10), 1635-1644, 2022